# طایفه کشکولی کوچک
کشکولی کوچک، یکی از طایفه‌های ایل قشقایی است که به علت نافرمانی از صولت الدوله از طایفه کشکولی بزرگ جدا شدند.این‌ طایفه همانند کشکولی بزرگ اصالتن ترک تبار هستند.

## وجه تسمیه
نام کشکولی احتمالاً از «کشکول کرمان» گرفته شده‌است و پس از سقوط سلسله زندیه در اواخر قرن هجدهم، گروه‌هایی از کردها و لرها را به خود جذب کرده‌است. از سوی دیگر، ریشه کلانتران این طایفه به زندیه بر می‌گردد. حسین خان زند، اولین کلانتر این طایفه بوده‌است که همراه کریم خان زند به فارس آمده و دخترش نازلی با «جانی خان» نخستین ایلخانی قشقایی ازدواج کرده‌است.

## تاریخچه
مادر و همسر اسماعیل خان صولت الدوله (ایلخانی قشقایی از ۱۹۰۴ تا ۱۹۳۰)، از طایفه کشکولی‌ بودند پس ایشان روابط خوبی با کلانتران طایفه کشکولی داشت. 
در سال‌های قبل از جنگ جهانی اول، کلانتران و خوانین طایفه کشکولی از دولت انگلستان حمایت کردند و در دوران جنگ در قضیه مالیات جاده شیراز-بوشهر، به جانبداری از انگلیسی‌ها علیه صولت الدوله و متحد آلمانی اش (ویلهلم واسموس) موضع گرفتند بنابراین رابطه صولت الدوله با این طایفه به دشمنی تبدیل شد.
پس از جنگ جهانی اول، صولت الدوله کشکولی‌ها را تنبیه کرد، او کلانتران کشکولی را که به مخالفت با او برخاسته بودند عزل کرد و قدرت طایفه کشکولی را تنزل داد. از آن پس دو گروه، طایفه «قراچه» و طایفه «کشکولی کوچک» از طایفه کشکولی جدا شدند. باقی‌مانده طایفه، تحت نام «کشکولی بزرگ» خوانده می‌شوند.
کشکولی کوچک تیره‌هایی از جمله تیره اخچلو را شامل می‌شده که بعدها تیره‌های دیگری از جمله تیره کرمانی به آن اضافه می‌گردد و گسترش پیدا می‌کند. ابتدا به نام «کشکولی کرمانی» و بعد تحت عنوان کشکولی کوچک نامیده می‌شود. رئیس طایفه کشکولی کرمانی به هنگام آمارگیری طوایف برای اخذ مالیات، نام طایفه خود را «کشکولی کوچک» معرفی می‌کند.

## تیره‌ها
کشکولی کوچک ۱۵ تیره دارد که عبارتند از:
آخچه لو، کرمانلو، لک، بلو، نفر، اُریاد، کهواد، بهی، عمله جات، لر، پاگیر، سهم الدینی، عالیوند و فیلوند
برخی از تیره های این طایفه لر می‌باشند که بعدا به این طایفه پیوستند مثل تیره لر(بویراحمدی)، لک(لرستانی)، کهواد(ممسنی)، عالیوند(ممسنی)، عده ای از فراش(لرستانی)،(عده ای از چگینی لرستانی) پاگیر(بختیاری)، فیلوند(بختیاری).

## ییلاق و قشلاق
ییلاق: کاکان، ساران، تُل خانی
قشلاق:  فیروزآباد، خاردان، زتردان و مشرق دشت لار است.

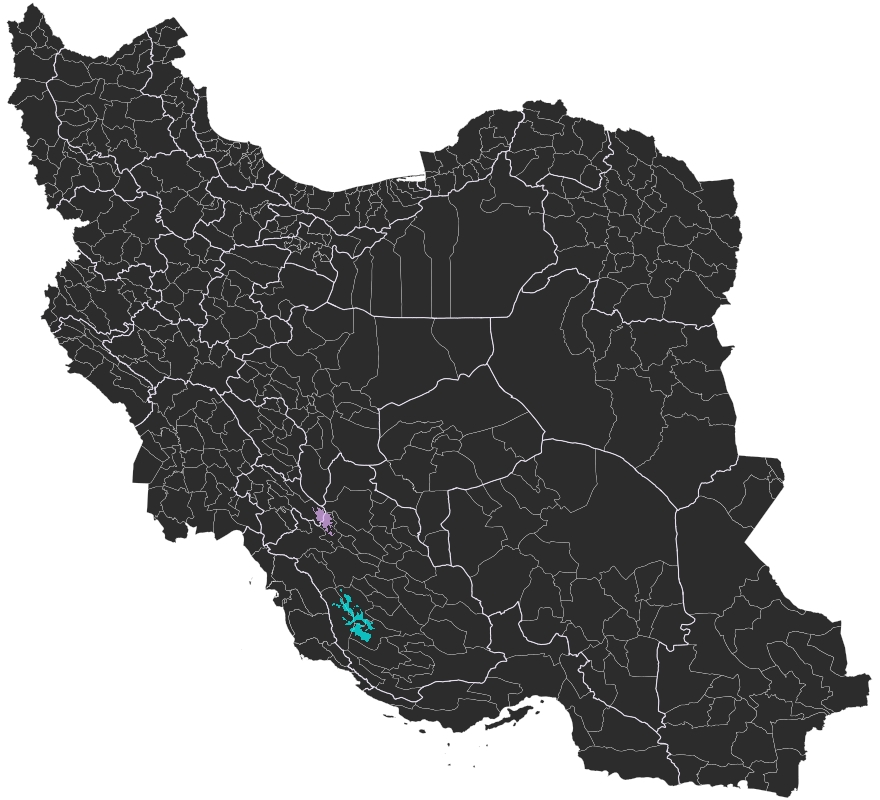